# 天山苓菊
天山苓菊（学名：Jurinea dschungarica）是菊科苓菊属的植物。分布在俄罗斯以及中国大陆的新疆等地，生长于海拔2,100米的地区，常生长在山地阳坡，目前尚未由人工引种栽培。